# Kratos (God of War)
Kratos is een personage in de God of War-serie van computerspellen. Het personage verscheen voor het eerst in het spel God of War uit 2005.
Kratos werd het hoofdpersonage in de spelserie en verscheen daarnaast ook in aanverwante stripboeken en novelles.

## Personage
Kratos gaat op reis in de spellen om onheil te voorkomen of om zijn lot te veranderen. Hij wordt meestal geportretteerd als zich niet bewust van de dingen om hem heen, en van nature zelfs arrogant. Hij schuwt zich niet van extreem geweld. Na het doden van Ares wordt duidelijk dat Kratos een halfgod is en de zoon van Zeus.
In de spellen verzamelt hij zogenaamde 'red orbs' om zijn wapens en krachten te versterken. Hij kan ook 'Gorgon eyes' en 'Phoenix feathers' verzamelen om respectievelijk zijn levens en magiemeter te verhogen. Ook heeft hij zijn Blades of Chaos, het wapen dat gegeven was door Ares toen Kratos voor hem ging dienen, en een Sun Shield dat Kratos heeft waarmee hij de meeste aanvallen kan afweren en projectielen kan terugvuren.
Kratos werd genoemd als het gezicht van God of War en een bekend en iconisch computerspelpersonage.

## In andere spellen
Kratos verscheen ook in andere spellen als speelbaar personage, zoals in Everybody's Golf 5, Soulcalibur: Broken Destiny, Mortal Kombat 9, PlayStation All-Stars Battle Royale en Fortnite. In de PlayStation-versies van Shovel Knight is hij een geheime eindbaas.